# ألان كار (نقابي)
ألان كار (بالإنجليزية: Alan Carr)‏ هو نقابي بريطاني، ولد في 1948.